# Damalisque
Damaliscus
Genre
Les damalisques (Damaliscus) forment un genre de la sous-famille des Alcelaphinae.
Proche morphologiquement des antilopes, elles partagent le même habitat de l'Afrique du Sud au Kenya.

## Liste des espèces
- Damaliscus lunatus (Burchell, 1823) — sassabi ou tsessebe (Afrique australe)
- Damaliscus korrigum
  - Damaliscus korrigum korrigum — korrigum ou tiang (Soudan, Ouganda, Éthiopie)
  - Damaliscus korrigum jimela
  - Damaliscus korrigum topi — topi (Afrique de l'Est)
- Damaliscus superstes — Bangweulu tsessebe
- Damaliscus pygargus (Pallas, 1767)
  - Damaliscus pygargus pygargus — bontebok (Western Cape)
  - Damaliscus pygargus phillipsi — blesbok (réintroduit en Afrique du Sud, Swaziland et Lesotho)

Remarques :
1. l'hirola Damaliscus hunteri ou damalisque de Hunter est renommée Beatragus hunteri
2. le genre Alcelaphus (bubale) est inclus dans le clade des damalisques (cf. cladogramme).